# Chaley
Chaley är en kommun i departementet Ain i regionen Auvergne-Rhône-Alpes i östra Frankrike. Kommunen ligger  i kantonen Saint-Rambert-en-Bugey som ligger i arrondissementet Belley. Kommunens areal är 4,6 km². År 2022 hade Chaley 127 invånare.

## Befolkningsutveckling
Antalet invånare i kommunen Chaley
Referens: INSEE